# Войтех Христов
Во́йтех Хри́стов (чеськ. Vojtech Christov, 16 березня 1945, Вранов-над-Топльоу, Перша словацька республіка) — чехословацький футбольний арбітр ФІФА.

## Життєпис
Войтех Христов народився у місті Вранов-над-Топльоу. З 1974 року обслуговував матчі Чехословацької футбольної ліги, відсудивши за 18 років 198 поєдинків найвищого дивізіону.
У 1977 році отримав статус арбітра ФІФА. Обслуговував матчі Олімпійських ігор 1980 року, двох Чемпіонатів світу (1982, 1986), фінальний поєдинок Євро-1984 між збірними Франції та Іспанії, фінал Кубка володарів кубків 1980 року та перший матч за Суперкубок УЄФА 1983.